# Szabó István (mezőgazdász)
Szabó István (Nádudvar, 1924. október 30. – 2017. június 18.) Kossuth-díjas mezőgazdász, országgyűlési képviselő (1958–1990), az Magyar Szocialista Munkáspárt Központi Bizottságának és a Politikai Bizottságnak a tagja, a Magyar Népköztársaság Elnöki Tanácsának tagja.
Több mint 38 éven át volt a helyi Vörös Csillag mezőgazdasági termelőszövetkezet elnöke, majd a nádudvari központú Kukorica és Iparinövény Termesztési Együttműködés (KITE) Zrt. elnöke, illetve örökös tiszteletbeli elnöke.
A Termelőszövetkezetek Országos Tanácsának (TOT) vezetője volt több mint húsz évig. Kilenc évig volt a kollektív államfői testület, a Magyar Népköztársaság Elnöki Tanácsának a tagja. 1958. november 16-tól a rendszerváltásig, 1990. május 16-ig országgyűlési képviselő volt.

## Elismerései
- Kossuth-díj (1958)
- A Magyar Népköztársaság Állami Díja (1980)
- Nádudvar első díszpolgára
- A Magyar Érdemrend parancsnoki keresztje a csillaggal (2004)